# Cnemaspis puterisantubongae
Cnemaspis puterisantubongae — вид ящірок з родини геконових (Gekkonidae). Описаний у 2024 році.

## Поширення
Ендемік Малайзії. Відомий лише у типовому місцезнаходженні — гора Сантубонг, округ Кучінг, штат Саравак, Малайзія (1.75791°N, 110,32685°E, приблизно 250 м над рівнем моря).

## Назва
Видовий епітет puterisantubongae походить від принцеси (= путері) Сантубонг, яка є однією з двох принцес, які з'являються в місцевому міфі.